# Albares (Guadalajara)
Albares es un municipio y localidad española de la provincia de Guadalajara, en la comunidad autónoma de Castilla-La Mancha. El término municipal tiene una población de 608 habitantes (INE 2024).

## Símbolos
El escudo heráldico que representa al municipio fue aprobado oficialmente el 6 de octubre de 1982. El blasón que lo define es el siguiente:

Escudo español de gules, una cruz de San Juan de plata, cantonada de cuatro puñales de oro. El escudo va timbrado con la corona real española.
Diario Oficial de Castilla-La Mancha nº 78 de 14 de octubre de 1982

## Situación
El término municipal, con una superficie de 29,35 km², se encuentra en el sur de la provincia de Guadalajara. La localidad se encuentra a una altitud de unos 742 m sobre el nivel del mar.
| Noroeste: Almoguera (exclave) | Norte: Pozo de Almoguera | Noreste: Almoguera |
| Oeste: Mondéjar               |                          | Este: Almoguera    |
| Suroeste: Mazuecos            | Sur: Mazuecos            | Sureste: Mazuecos  |

## Historia
Hacia mediados del siglo XIX, el lugar tenía contabilizada una población de 1031 habitantes. La localidad aparece descrita en el primer volumen del Diccionario geográfico-estadístico-histórico de España y sus posesiones de Ultramar de Pascual Madoz de la siguiente manera:

ALBARES: v. con ayunt. de la prov., y adm. de rent. de Guadalajara (6 leg.), part. jud. de Pastrana (2), aud. terr. y c. g. de Madrid (12) , dióc. de Toledo (18): sit. en una ladera á 3/4 de leg. del r. Tajo, desde la que se descubre la sierra de Altomira, á 3 leg. de dist., ventilada por la parte del S., alegre y despojada, y resguardada del N. por los cerros de las Penuelas, S. Cristóbal y el Calvario: clima muy sano y templado, y solo se advierten algunas tercianas procedenles sin duda de la humedad que despide una vega contigua al pueblo por el lado del S. Tiene 245 casas algunas muy regularoe, las mas, pequeñas y reducidas, pero ventiladas, tienen 2 pisos, destinado el bajo para habitacion, y el alto para graneros ó cámaras; las calles son anchas, rectas y largas, pero sucias, porque no estando empedradas se forman lodazales en tiempo de lluvias: hay dos plazas, la principal es un cuadrilongo bastante espacioso, sin soportales; la constituyen por su lado E. la igl. parr. de la que se hablará despues; por el N. varias casas, por el O. las consistoriales y por el S. una especie de barbacana desde la cual se descubre un gran espacio: la otra plaza es la llamada de los toros, porque en ella se corren los que se destinan para funciones populares, y existe con este objeto un fondo fijo distribuido entre 16 vec., á quienes se reparten los 4 toros que han corrido: es un cuadro perfecto cercado de corredores de dos y tres pisos, tres puertas para la entrada, sus toriles y jaulas; pero todo se halla en el dia ruinoso y en muy mal estado; hay ademas siete plazuelas pequeñas en una de las cuales y en un espacioso edificio, están la cárcel, la carnicería, la escuela dotada con los fondos públicos y retribucion de los 38 alumnos que concurren, y el pósito cuyo fondo actual son 20 fan. de trigo: hay tambien un hospital para los transeuntes, que carece de rent., y en los afueras del pueblo existian hace algunos años 7 ermitas, de las cuales solo han quedado tres; una de S. Antonio de Pádua titular del pueblo, muy capaz y bien conservada donde se celebra una gran fiesta el 13 de junio, y cuyos gastos que ascienden algunos años á 1600 rs., se cubre con las ofrendas de los vec. y forasteros; las otras dos tituladas de la Concepcion, y Sta. Ana, se hallan ruinosas; y la última que segun la tradicion fué conv. ú hospedería de los templarios, sirvió de parr. hasta la reedificacion de la que hoy existe en el año de 1667: esta, que segun hemos dicho forma uno de los frentes de la plaza principal, se halla sit. al S. de la v., y puedo decirse que en sus afueras; es un edificio sólido y espacioso, dedicado á S. Esteban proto-mártir, y servida por un cura de oposicion, y un beneficiado de nombramiento real; entre sus escasas y pobres alhajas es de notar una arquita de plata, sobredorada por dentro, comun espejo en la tapa y guarnecida de coral fino, y algunas piedras azules, que se dice haber sido de una señora mora ó judia: el cementerio está unido á la igl., tiene su entrada por ella, está bien sit. y no perjudica á la salubridad. Confina el térm. por N. con el de la v. del Pozo de Almoguera, y desp. de Araduéñiga: por E. con el mismo desp., y v. de Almoguera: S. con el de Mazuecos y O. con el de Mondejar y desp. de Conchuela; puede cruzarse todo el térm. en una hora de camino; comprende 4655 fan. sin incluir 6,000 olivos y 50,000 vides; báñanle, el r. Tajo á 3/4 de leg., de cuyas aguas y otros manantiales en el desp. de Conchuela á igual dist. se surten los naturales para todos sus usos, pues aunque á los 300 pasos por bajo de la igl. se encuentra la fuente llamada Jordana muy abundante, á 800 la de Sta. Ana, los pilares de Sautiviernes y otros manantiales, que todos forman un grande arroyo que desagua en el Tajo, son sus aguas tan gordas y salitrosas que solo sirven para las caballerias y ganados, y para el riego. Es el terreno en lo general llano, interpolado de algunos cerros incultos de poca altura, flojo, fresco y poco fértil, á no ser en la vega y algunas cañadas, acreditando la esperiencia que cuanto mas seco es el invierno, es mas productivo: son de regadío dos fan. de tierra para hortaliza, y para labor 12 de 1.ª clase, 20 de 2.ª y 35 de 3.ª de secano 85 de 1.ª clase, 743 de 2.ª y 1170 de 3.ª; hay 1879 eriales, incluyéndose los baldios, de los cuales se roturan algunos años varias fan., dejando otras sin cultivar, y sobre 700 fan. que comprenderá el monte encinar muy destrozado: los caminos son locales estrechos y abandonados; pasa al O. y 1 2 leg. de la pobl. el cordel de las merinas; se recibe la correspodencia en Pastrana por medio de propio que percibe una gratificacion del ayunt. de 300 rs., y ademas 4 mrs. en carta. prod. trigo, cebada, avena, cáñamo, algunos garbanzos y almortas de mala calidad; aceite, poco vino, en razon á un gusanillo que crian las vides, y que destruye todos los años el fruto sin encontrar remedio para estinguirlo: se mantienen 2000 cab. de ganado lanar, 40 de cabrio, 64 pares de mulas de labor, dos de bueyes, y 54 jumentos; abunda el esparto, las perdices y algunas liebres; ademas de la ind. agrícola, hay 6 telares para lienzos caseros, paños pardos y costales, cuyas materias preparan los mismos vec. y ellos los consumen: 10 calderas de salitre que antiguamente formaba una riqueza regular, tres molinos de aceite y 4 hornos, pobl. 243 vec., 1031 alm.: cap. prod. 6.734.170 rs: : imp. 328,100: contr. 21,702 rs., 9 mrs. vn., presupuesto municipal, 8,030 rs.; se cubre con el prod. de propios que consisten en 800 rs. de la correduria y pesillo; 2,000 de las yerbas del monte; 360 por el Cánon de 120 suertes roturadas en el año 1841, y el déficit por repartimiento vecinal. Este pueblo era uno de los que componian la comunidad de la ant. prov. de Almoguera; correspondió a la órden de Calatrava, pero agregado despues á la corona, se vendió a los marqueses de Bélgida, Mondejar y S. Juan, que han venido ejerciendo el señ. jurisd. y solariego.
(Madoz, 1845, pp. 292-293)

## Demografía
Albares cuenta con una población de 608 habitantes (INE 2024).
| Gráfica de evolución demográfica de Albares entre 1842 y 2021                                                       |
| |
| Población de derecho según los censos de población del INE Población de hecho según los censos de población del INE |

| 1991 |  | 1996 |  | 2001 |  | 2004 |  | 2013 |  | 2015 |
| ---- |  | ---- |  | ---- |  | ---- |  | ---- |  | ---- |
| 527  |  | 520  |  | 481  |  | 508  |  | 548  |  | 589  |